# Medaglia delle guerre balcaniche
La Medaglia delle guerre balcaniche fu una medaglia commemorativa concessa dal Regno del Montenegro per commemorare la vittoria nelle guerre balcaniche.

## Storia
La medaglia venne istituita sul finire del 1913 da re Nicola I del Montenegro per commemorare la vittoria del regno del Montenegro nelle due guerre balcaniche del 1912 e 1913.

## Insegne
Medagliaè costituita da un disco di bronzo di 36 mm sul quale è presente, sul diritto, il profilo di re Nicola I rivolto a sinistra col capo laureato, attorniato dall'iscrizione in cirillico coi titoli regali. Sul retro si trova un alfiere montenegrino che porta la bandiera dell'esercito del regno del Montenegro su un campo di battaglia con l'iscrizione "In rivendicazione del Kosovo 1389 - 1912-13".
Nastrorosso, blu, bianco.